# Општина Језеро
Општина Језеро је општина у Републици Српској, БиХ. Сједиште општине се налази у насељеном мјесту Језеро. Према подацима Агенције за статистику Босне и Херцеговине на попису становништва 2013. године, у општини је пописано 1.144 лица.

## Географија
Налази се у југозападном дијелу Републике Српске, близу улијевања ријеке Пливе у Пливско језеро. Граничи се са општинама Шипово, Мркоњић Град и Јајце. Језеро је подједнако удаљено од ова три града (око 11 km).
Територија је брдско-планинска и котлинска. Надморска висина се креће у распону од 432 до 1.267 метара. Планине у општини су Горица и Сињаково, а ријеке Плива и Јошавка са својим притокама.
Плива се улијева у Пливско језеро које представља природну акумулацију за хидроелектрану Јајце I.

## Историја
Прије рата, општина Језеро је била мјесна заједница у саставу општине Јајце. Након потписивања
Дејтонског мировног споразума, линија разграничења између два ентитета је раздвојила Језеро од Јајца. Тако је општина Језеро основана одлуком Народне скупштине Републике Српске у јуну мјесецу 1996. године.

## Политичко уређење

### Општинска администрација
Начелник општине представља и заступа општину и врши извршну функцију у Језеру. Избор начелника се врши у складу са изборним Законом Републике Српске и изборним Законом БиХ. Општинску администрацију, поред начелника, чини и скупштина општине. Институционални центар општине Језеро је насеље Језеро, гдје су смјештени сви општински органи.
Начелник општине Језеро је Снежана Ружичић испред СНСД, која је на ту функцију ступила након локалних избора у Босни и Херцеговини 2016. године. Састав скупштине општине Језеро је приказан у табели.

### Повјереништво за Општину Јајце
Повјереништво за Општину Јајце је формирано 1996. године на основу Тачке 2. Амандмана XXXV на Устав Републике Српске и Тачке 2. Одлуке о образовању повјереништава за општине односно подручја која су у цјелини или дјелимично ушла у састав Федерације БиХ. Повјереништво општине извршава налоге Народне скупштине, Предсједника Републике и Владе Републике Српске и врши послове из надлежности Скупштине општине и Извршног одбора у складу са законом. Сједиште повјереништва је било у Бања Луци. Повјереништво је образовано у сљедећем саставу:
1. Драган Миличић,
2. Јово Јефтенић,
3. Јово Проле,
4. Смиља Ружичић,
5. Биљана Нишић,
6. Борис Лазендић,
7. Илија Гверо.

## Насељена мјеста
Подручје општине Језеро чине насељена мјеста: Барево*, Борци, Бравнице*, Дренов До*, Ђумезлије, Језеро, Ковачевац, Љољићи и Перућица, Присоје*, Черказовићи.
Дијелови насељених мјеста Барево, Бравнице, Дренов До и Присоје су подијељени између општина Језеро и Јајце.

## Подјела
У општини се налази и истоимено насеље Језеро, а поред њега још 8 сеоских насеља: Присоје I, Присоје II, Ковачевац, Борци, Ђумезлије, Перућица, Черказовићи, Љољићи и Дренов До. Тренутно број становника износи око 1.150 људи, а просјечна густина насељености је 17,5 становника по квадратном километру.

### Општина Језеро
|             | 2013.          | 1991.           |
| Укупно      | 1 144 (100,0%) | 4 889 (100,0%)  |
| Срби        | 841 (73,51%)   | 2 278 (46,59%)  |
| Бошњаци     | 287 (25,09%)   | 1 384 (28,31%)1 |
| Хрвати      | 11 (0,962%)    | 1 131 (23,13%)  |
| Неизјашњени | 3 (0,262%)     | –               |
| Југословени | 1 (0,087%)     | 59 (1,207%)     |
| Непознато   | 1 (0,087%)     | –               |
| Остали      | –              | 37 (0,757%)     |

1. 1 На пописима од 1971. до 1991. Бошњаци су пописивани углавном као Муслимани.

## Национални састав 2013. (коначни резултатиБХАС)
| Етнички састав према попису из 2013.‍ | Етнички састав према попису из 2013.‍ | Етнички састав према попису из 2013.‍ | Етнички састав према попису из 2013.‍ | Етнички састав према попису из 2013.‍ |
| ------------------------------------ | ------------------------------------ | ------------------------------------ | ------------------------------------ | ------------------------------------ |
|                                      |                                      |                                      |                                      |                                      |
| Срби                                 | Срби                                 |                                      | 841                                  | 73,51%                               |
| Бошњаци                              | Бошњаци                              |                                      | 287                                  | 25,08%                               |
| Хрвати                               | Хрвати                               |                                      | 11                                   | 0,96%                                |
| Остали                               | Остали                               |                                      | 1                                    | 0,08%                                |
| Неизјашњени                          | Неизјашњени                          |                                      | 4                                    | 0,35%                                |
| укупно: 1.144                        |                                      |                                      |                                      |                                      |

## Познате личности
Чувена спортска породица Качар је из Језера, рођени у насељу Перућица, а до 1972. године живјели у Језеру.
- Тадија Качар (1956), магистар спорта и физичке културе, освајач сребрних медаља у боксу на Олимпијским играма у Монтреалу 1976. године, као и на Свјетском првенству 1978. у Београду и европским првенствима 1979. у Келну и 1974. у Кијеву. Златне медаље: Медитеранске игре у Сплиту 1979, балкански шампионати 1977, 1981. и државна првенства тадашње Југославије.[7].
- Слободан Качар (1957, професор физичке културе, олимпијски шампион 1980. у Москви, бронзани са свјетског првенства 1978. у Београду, медитерански и балкански шампион, освајач титуле професионалног првака свијета у боксу 1985. у Пезару, Италија.
- Ненад Качар (1982, син Тадије Качара), завршио Факултет техничких наука у Новом Саду, ватерполиста, са екипом ВК Бечеј 2000. године освојио титулу клупског шампиона Европе, а тренутно игра у Италији.[8]
- Гојко Качар (1987, син трећег од браће Срете), студент ФТН, фудбалер, играо је за ФК Војводина, ФК Херта Берлин, ХСФ Хамбург, а са репрезентацијом Србије 2007. године је освојио друго мјесто на Европском првенству до 21. године.